# Château de Courtmoulin
Le château de Courtmoulin est un monument historique français situé à Sainte-Barbe-sur-Gaillon, dans l'Eure. Il fait l'objet d'une inscription au titre des monuments historiques depuis 2006.

## Histoire
Sa construction remonte aux XVIIe et XVIIIe siècles. Quant à la chapelle, elle remonterait au XVIe siècle.
Ce vaste domaine, belvédère du château de Gaillon, appartint à un diplomate, M. Tripet, appelé à témoigner dans l'affaire de Jeufosse en 1857.
Il est agrandi et modifié aux XIXe et XXe siècles par ses propriétaires successifs, le général François Antoine Teste puis le comte Frédéric Pillet-Will.
Pendant la Seconde Guerre mondiale, le maréchal allemand Erwin Rommel y établit son état-major. À cette époque, Hitler et Himmler font un passage discret à Gaillon.

## Protection
Outre la chapelle seigneuriale inscrite au titre des monuments historiques, ses vitraux du XVIe siècle illustrant la vie de la Vierge sont classés à titre d'objets.